# Суґіяма Ай
Суґія́ма А́й (яп. 杉山愛 Sugiyama Ai, 5 липня 1975, Йокогама) — японська професійна тенісистка активна в 1990-х — 2000-х роках, чотириразова чемпіонка турнірів Великого шолома в парному розряді та міксті, колишня перша ракетка світу в парній грі.
Статус професіонал Сугіяма отримала у жовтні 1992. За час своєї кар'єри вона виграла 6 професійних турнірів в одиночному розряді та 37 — в парі.
Сугіяма виступала за збірну Японії на турнірах Кубка Федерації у 1995—2000, 2003-04, 2006 роках та на Олімпійських іграх 1996, 2000, 2004 років.
Найбільшого рейтингу у світовій класифікації в одиночному розряді досягла 9 лютого 2004, зайнявши 8-у сходинку.
Суґіяма-сан завершила кар'єру в кінці 2009 року. 

## Значні фінали

### Фінали турнірів Великого шолома

#### Пари: 10 (3 титули)
| Результат | Рік  | Турнір          | Поверхня | Партнерка          | Супротивниці                         | Рахунок       |
| Поразка   | 2000 | Wimbledon       | Трава    | Жулі Алар          | Серена Вільямс Вінус Вільямс         | 6–3, 6–2      |
| Перемога  | 2000 | US Open         | Хард     | Жулі Алар          | Кара Блек Олена Лиховцева            | 6–0, 1–6, 6–1 |
| Поразка   | 2001 | Wimbledon (2)   | Трава    | Кім Клейстерс      | Ліза Реймонд Ренне Стаббс            | 4–6, 3–6      |
| Перемога  | 2003 | French Open     | Ґрунт    | Кім Клейстерс      | Вірхінія Руано Паскуаль Паола Суарес | 6–7, 6–2, 9–7 |
| Перемога  | 2003 | Wimbledon       | Трава    | Кім Клейстерс      | Вірхінія Руано Паскуаль Паола Суарес | 6–4 6–4       |
| Поразка   | 2004 | Wimbledon (3)   | Трава    | Лізель Губер       | Кара Блек Ренне Стаббс               | 3–6, 6–7      |
| Поразка   | 2006 | French Open     | Ґрунт    | Даніела Гантухова  | Ліза Реймонд Саманта Стосур          | 3–6, 2–6      |
| Поразка   | 2007 | French Open (2) | Ґрунт    | Катарина Среботнік | Алісія Молік Мара Сантанджело        | 6–7, 4–6      |
| Поразка   | 2007 | Wimbledon (4)   | Трава    | Катаріна Среботнік | Кара Блек Лізел Губер                | 6–3, 3–6, 2–6 |
| Поразка   | 2009 | Australian Open | Хард     | Даніела Гантухова  | Серена Вільямс Вінус Вільямс         | 3–6, 3–6      |

#### Мікст
| Результат | Рік  | Турнір  | Поверхня | Партнер       | Супротивники               | Рахунок  |
| Перемога  | 1999 | US Open | Хард     | Магеш Бгупаті | Кімберлі По Доналд Джонсон | 6–4, 6–4 |

### Олімпійські ігри

#### Пари: 1 бронзовий фінал
| Результат | Рік  | Турнір | Поверхня | Партнерка     | Супротивниці                   | Рахунок  |
| 4 місце   | 2004 | Афіни  | Хард     | Асагое Сінобу | Паола Суарес Патрісія Тарабіні | 3–6, 3–6 |

### Підсумкові турніри року

#### Пари
| Результат | Рік  | Турнір       | Поверхня | Партнерка          | Супротивниці                         | Рахунок          |
| Поразка   | 2003 | Лос-Анджелес | Хард (i) | Кім Клейстерс      | Вірхінія Руано Паскуаль Паола Суарес | 4–6, 6–3, 3–6    |
| Поразка   | 2007 | Мадрид       | Хард (i) | Катарина Среботнік | Кара Блек Лізель Губер               | 7–5, 3–6, [8–10] |

## Фінали турнірів WTA

### Одиночний розряд: 13 (6 титулів, 7 поразок)
| Результат | W/L | Дата     | Турнір                                           | Покриття  | Опонент           | Рахунок            |
| --------- | --- | -------- | ------------------------------------------------ | --------- | ----------------- | ------------------ |
| Поразка   | 0–1 | Лип 1994 | Commonwealth Bank Tennis Classic, Індонезія      | Тверде    | Елена Пампулова   | 6–2, 0–6, ret.     |
| Поразка   | 0–2 | Лис 1995 | Silicon Valley Classic, US                       | Килим (i) | Магдалена Малеєва | 3–6, 4–6           |
| Поразка   | 0–3 | Січ 1997 | Australian Тверде Court Championships, Австралія | Тверде    | Олена Лиховцева   | 6–3, 6–7(7–9), 3–6 |
| Перемога  | 1–3 | Кві 1997 | Japan Open                                       | Тверде    | Емі Фрейзер       | 4–6, 6–4, 6–4      |
| Поразка   | 1–4 | Лис 1997 | Кубок Кремля, Росія                              | Килим (i) | Яна Новотна       | 3–6, 4–6           |
| Перемога  | 2–4 | Січ 1998 | Hardcourt Championships, Австралія               | Тверде    | Марія Венто-Кабчі | 7–5, 6–0           |
| Перемога  | 3–4 | Кві 1998 | Японія Open                                      | Тверде    | Коріна Мораріу    | 6–3, 6–3           |
| Поразка   | 3–5 | Жов 1999 | Японія Open                                      | Тверде    | Емі Фрейзер       | 2–6, 2–6           |
| Перемога  | 4–5 | Бер 2003 | Scottsdale Classic, US                           | Тверде    | Кім Клейстерс     | 3–6, 7–5, 6–4      |
| Перемога  | 5–5 | Жов 2003 | Linz Open, Австрія                               | Тверде    | Надія Петрова     | 7–5, 6–4           |
| Перемога  | 6–5 | Січ 2004 | Hardcourt Championships, Австралія               | Тверде    | Надія Петрова     | 1–6, 6–1, 6–4      |
| Поразка   | 6–6 | Сер 2005 | San Diego Open, US                               | Тверде    | Марі П'єрс        | 0–6, 3–6           |
| Поразка   | 6–7 | Жов 2006 | Hansol Korea Open Tennis Championships           | Тверде    | Елені Даніліду    | 3–6, 6–2, 6–7(3–7) |

### Парний розряд: 71 (38 титулів, 33 поразки)
| Результат | Ранг | Дата     | Турнір                                                     | Покриття   | Партнер             | Опоненти                                 | Рахунок             |
| --------- | ---- | -------- | ---------------------------------------------------------- | ---------- | ------------------- | ---------------------------------------- | ------------------- |
| Перемога  | 1.   | Кві 1994 | Японія Open                                                | Тверде     | Доносіро Мамі       | Басукі Яюк Міягі Нана                    | 6–4, 6–1            |
| Поразка   | 1.   | Лис 1994 | Commonwealth Bank Tennis Classic, Індонезія                | Тверде     | Нагацука Кьоко      | Басукі Яюк Романа Теджакусума            | w/o                 |
| Перемога  | 2.   | Січ 1995 | Hobart International, Австралія                            | Тверде     | Нагацука Кьоко      | Манон Боллеграф Лариса Савченко-Нейланд  | 2–6, 6–4, 6–2       |
| Поразка   | 2.   | Кві 1995 | Японія Open                                                | Тверде     | Нагацука Кьоко      | Йосіда Юка Саекі Міхо                    | 7–6, 4–6, 6–7       |
| Перемога  | 3.   | Кві 1996 | Японія Open                                                | Тверде     | Дате Кіміко         | Емі Фрейзер Кімберлі По                  | 7–6, 6–7, 6–3       |
| Поразка   | 3.   | Тра 1997 | Internationaux de Strasbourg, Франція                      | Ґрунт      | Олена Лиховцева     | Гелена Сукова Наташа Звєрєва             | 1–6, 1–6            |
| Перемога  | 4.   | Вер 1997 | Princess Cup, Японія                                       | Тверде     | Моніка Селеш        | Жулі Алар-Декюжі Чанда Рубін             | 6–1, 6–0            |
| Перемога  | 5.   | Січ 1998 | Australian Тверде Court Championships, Австралія           | Тверде     | Олена Лиховцева     | Пак Сон Хі Ван Си-тін                    | 1–6, 6–3, 6–4       |
| Перемога  | 6.   | Жов 1998 | BGL Luxembourg Open                                        | Килим (i)  | Олена Лиховцева     | Лариса Савченко-Нейланд Олена Татаркова  | 6–7, 6–3, 2–0 ret.  |
| Перемога  | 7.   | Лис 1998 | Sparkassen Cup, Німеччина                                  | Килим (i)  | Олена Лиховцева     | Манон Боллеграф Іріна Спирля             | 6–3, 6–7, 6–2       |
| Перемога  | 8.   | Лис 1998 | Philadelphia Championships, US                             | Килим (i)  | Олена Лиховцева     | Моніка Селеш Наташа Звєрєва              | 7–5, 4–6, 6–2       |
| Перемога  | 9.   | Січ 1999 | Sydney International, Австралія                            | Тверде     | Олена Лиховцева     | Мері Джо Фернандес Анке Губер            | 6–3, 2–6, 6–0       |
| Поразка   | 4.   | Лют 1999 | Open GDF Suez, Франція                                     | Килим (i)  | Олена Лиховцева     | Іріна Спирля Кароліна Віс                | 5–7, 6–3, 3–6       |
| Перемога  | 10.  | Тра 1999 | Internationaux de Strasbourg, Франція                      | Ґрунт      | Олена Лиховцева     | Александра Фусаї Наталі Тозья            | 2–6, 7–6, 6–1       |
| Поразка   | 5.   | Лис 1999 | Leipzig Cup, Німеччина                                     | Килим (i)  | Олена Лиховцева     | Лариса Савченко-Нейланд Марі П'єрс       | 4–6, 3–6            |
| Перемога  | 11.  | Січ 2000 | Sydney International, Австралія                            | Тверде     | Жюлі Алар-Decugis   | Мартіна Хінгіс Марі П'єрс                | 6–0, 6–3            |
| Перемога  | 12.  | Кві 2000 | Відкритий чемпіонат Маямі з тенісу, США                    | Тверде     | Жюлі Алар-Decugis   | Ніколь Арендт Манон Боллеграф            | 4–6, 7–5, 6–4       |
| Перемога  | 13.  | Чер 2000 | Eastbourne International, UK                               | Трава      | Наталі Тозья        | Ліза Реймонд Ренне Стаббс                | 2–6, 6–3, 7–6(3)    |
| Поразка   | 6.   | Лип 2000 | Вімблдонський турнір, UK                                   | Трава      | Жюлі Алар-Decugis   | Серена Вільямс Вінус Вільямс             | 3–6, 2–6            |
| Поразка   | 7.   | Сер 2000 | Мастерс Канада                                             | Тверде     | Жюлі Алар-Decugis   | Мартіна Хінгіс Наталі Тозья              | 3–6, 6–3, 4–6       |
| Перемога  | 14.  | Сер 2000 | Connecticut Open, US                                       | Тверде     | Жюлі Алар-Decugis   | Вірхінія Руано Паскуаль Паола Суарес     | 6–4, 5–7, 6–2       |
| Перемога  | 15.  | Вер 2000 | Відкритий чемпіонат США з тенісу                           | Тверде     | Жюлі Алар-Decugis   | Кара Блек Олена Лиховцева                | 6–0, 1–6, 6–1       |
| Перемога  | 16.  | Жов 2000 | Princess Cup, Японія                                       | Тверде     | Жюлі Алар-Decugis   | Міягі Нана Паола Суарес                  | 6–0, 6–2            |
| Поразка   | 8.   | Жов 2000 | Linz Open, Австрія                                         | Килим (i)  | Наталі Тозья        | Амелі Моресмо Чанда Рубін                | 4–6, 4–6            |
| Перемога  | 17.  | Жов 2000 | Кубок Кремля, Росія                                        | Килим (i)  | Жюлі Алар-Decugis   | Мартіна Хінгіс Анна Курникова            | 4–6, 6–4, 7–6(5)    |
| Перемога  | 18.  | Січ 2001 | Richard Luton Properties Canberra International, Австралія | Тверде     | Ніколь Арендт       | Нанні де Вільєрс Аннабел Еллвуд          | 6–4, 7–6(2)         |
| Перемога  | 19.  | Бер 2001 | Indian Wells Open, US                                      | Тверде     | Ніколь Арендт       | Вірхінія Руано Паскуаль Паола Суарес     | 6–4, 6–4            |
| Поразка   | 9.   | Лип 2001 | Wimbledon, UK                                              | Трава      | Кім Клейстерс       | Ліза Реймонд Ренне Стаббс                | 4–6, 3–6            |
| Поразка   | 10.  | Вер 2001 | Princess Cup, Японія                                       | Тверде     | Кім Клейстерс       | Кара Блек Лізель Губер                   | 1–6, 3–6            |
| Перемога  | 20.  | Лют 2002 | U.S. National Indoor Championships                         | Тверде     | Олена Татаркова     | Мелісса Міддлтон Брі Ріппнер             | 6–4, 2–6, 6–0       |
| Поразка   | 11.  | Сер 2002 | San Diego Open, US                                         | Тверде     | Даніела Гантухова   | Олена Дементьєва Жанетта Гусарова        | 2–6, 4–6            |
| Поразка   | 12.  | Сер 2002 | LA Women's Tennis Championships, US                        | Тверде     | Даніела Гантухова   | Кім Клейстерс Єлена Докич                | 3–6, 3–6            |
| Поразка   | 13.  | Сер 2002 | Canadian Open                                              | Тверде     | Фудзівара Ріка      | Вірхінія Руано Паскуаль Паола Суарес     | 4–6, 6–7(4)         |
| Поразка   | 14.  | Вер 2002 | China Open                                                 | Тверде     | Фудзівара Ріка      | Анна Курникова Джанет Лі (тенісистка)    | 5–7, 3–6            |
| Поразка   | 15.  | Жов 2002 | Linz Open, Австрія                                         | Килим (i)  | Фудзівара Ріка      | Єлена Докич Надія Петрова                | 3–6, 2–6            |
| Перемога  | 21.  | Січ 2003 | Sydney International, Австралія                            | Тверде     | Кім Клейстерс       | Кончита Мартінес Ренне Стаббс            | 6–3, 6–3            |
| Перемога  | 22.  | Лют 2003 | Diamond Games, Бельгія                                     | Килим (i)  | Кім Клейстерс       | Наталі Деші Емілі Луа                    | 6–2, 6–0            |
| Перемога  | 23.  | Бер 2003 | Scottsdale Classic, US                                     | Тверде     | Кім Клейстерс       | Ліндсі Девенпорт Ліза Реймонд            | 6–1, 6–4            |
| Поразка   | 16.  | Бер 2003 | Indian Wells Open, US                                      | Тверде     | Кім Клейстерс       | Ліндсі Девенпорт Ліза Реймонд            | 6–3, 4–6, 1–6       |
| Поразка   | 17.  | Тра 2003 | German Open                                                | Ґрунт      | Кім Клейстерс       | Вірхінія Руано Паскуаль Паола Суарес     | 3–6, 6–4, 4–6       |
| Перемога  | 24.  | Чер 2003 | Відкритий чемпіонат Франції з тенісу                       | Ґрунт      | Кім Клейстерс       | Вірхінія Руано Паскуаль Паола Суарес     | 6–7(5), 6–2, 9–7    |
| Перемога  | 25.  | Лип 2003 | Wimbledon, UK                                              | Трава      | Кім Клейстерс       | Вірхінія Руано Паскуаль Паола Суарес     | 6–4, 6–4            |
| Перемога  | 26.  | Сер 2003 | San Diego Open, U.S.                                       | Тверде     | Кім Клейстерс       | Ліндсі Девенпорт Ліза Реймонд            | 6–4, 7–5            |
| Поразка   | 18.  | Вер 2003 | China Open                                                 | Тверде     | Тамарін Танасугарн  | Емілі Луа Ніколь Пратт                   | 3–6, 3–6            |
| Перемога  | 27.  | Жов 2003 | Zurich Open, Швейцарія                                     | Тверде (i) | Кім Клейстерс       | Вірхінія Руано Паскуаль Паола Суарес     | 7–6(3), 6–2         |
| Перемога  | 28.  | Жов 2003 | Linz Open, Австрія                                         | Тверде (i) | Лізель Губер        | Маріон Бартолі Сільвія Фаріна-Елія       | 6–1, 7–6(6)         |
| Поразка   | 19.  | Лис 2003 | Фінал WTA, New York                                        | Тверде (i) | Кім Клейстерс       | Вірхінія Руано Паскуаль Паола Суарес     | 4–6, 6–3, 3–6       |
| Поразка   | 20.  | Лип 2004 | Wimbledon, UK                                              | Трава      | Лізель Губер        | Кара Блек Ренне Стаббс                   | 3–6, 6–7(5)         |
| Перемога  | 29.  | Сер 2004 | Canadian Open                                              | Тверде     | Асагое Сінобу       | Лізель Губер Тамарін Танасугарн          | 6–0, 6–3            |
| Перемога  | 30.  | Вер 2004 | Commonwealth Bank Tennis Classic, Індонезія                | Тверде     | Анастасія Мискіна   | Світлана Кузнецова Аранча Санчес Вікаріо | 6–3, 7–5            |
| Поразка   | 21.  | Січ 2005 | Sydney International, Австралія                            | Тверде     | Олена Дементьєва    | Бріанн Стюарт Саманта Стосур             | w/o                 |
| Перемога  | 31.  | Чер 2005 | Birmingham Classic, UK                                     | Трава      | Даніела Гантухова   | Елені Даніліду Jennifer Russell          | 6–2, 6–3            |
| Поразка   | 22.  | Сер 2005 | San Diego Open, US                                         | Тверде     | Даніела Гантухова   | Кончіта Мартінес Вірхінія Руано Паскуаль | 7–6(7), 1–6, 5–7    |
| Поразка   | 23.  | Жов 2005 | Zurich Open, Швейцарія                                     | Тверде (i) | Даніела Гантухова   | Кара Блек Ренне Стаббс                   | 7–6(6), 6–7(4), 3–6 |
| Перемога  | 32.  | Бер 2006 | Qatar Ladies Open                                          | Тверде     | Даніела Гантухова   | Лі Тін Сунь Тяньтянь                     | 6–4, 6–4            |
| Перемога  | 33.  | Тра 2006 | Мастерс Рим                                                | Ґрунт      | Даніела Гантухова   | Квета Пешке Франческа Ск'явоне           | 3–6, 6–3, 6–1       |
| Поразка   | 24.  | Чер 2006 | French Open                                                | Ґрунт      | Даніела Гантухова   | Ліза Реймонд Саманта Стосур              | 3–6, 2–6            |
| Поразка   | 25.  | Сер 2006 | LA Women's Tennis Championships, US                        | Тверде     | Даніела Гантухова   | Вірхінія Руано Паскуаль Паола Суарес     | 3–6, 4–6            |
| Поразка   | 26.  | Тра 2007 | French Open                                                | Ґрунт      | Катарина Среботнік  | Алісія Молік Мара Сантанджело            | 6–7, 4–6            |
| Поразка   | 27.  | Чер 2007 | Wimbledon, UK                                              | Трава      | Катарина Среботнік  | Кара Блек Лізель Губер                   | 6–3, 3–6, 2–6       |
| Перемога  | 34.  | Сер 2007 | Canadian Open                                              | Тверде     | Катарина Среботнік  | Кара Блек Лізель Губер                   | 6–4, 2–6, [10–5]    |
| Поразка   | 28.  | Жов 2007 | Linz Open, Австрія                                         | Тверде     | Катарина Среботнік  | Кара Блек Лізель Губер                   | 2–6, 6–3, [8–10]    |
| Поразка   | 29.  | Лис 2007 | Фінал WTA, Madrid                                          | Тверде (i) | Катарина Среботнік  | Кара Блек Лізель Губер                   | 7–5, 3–6, [8–10]    |
| Поразка   | 30.  | Лют 2008 | Antwerp Games, Бельгія                                     | Тверде (i) | Квета Пешке         | Кара Блек Лізель Губер                   | 1–6, 3–6            |
| Перемога  | 35.  | Кві 2008 | Відкритий чемпіонат Маямі з тенісу, US                     | Тверде     | Катарина Среботнік  | Кара Блек Лізель Губер                   | 7–5, 4–6, [10–3]    |
| Перемога  | 36.  | Кві 2008 | Charleston Open, US                                        | Ґрунт      | Катарина Среботнік  | Едіна Галловіц Ольга Говорцова           | 6–2, 6–2            |
| Перемога  | 37.  | Жов 2008 | Linz Open, Австрія                                         | Тверде (i) | Катарина Среботнік  | Кара Блек Лізель Губер                   | 6–4, 7–5            |
| Поразка   | 31.  | Січ 2009 | Відкритий чемпіонат Австралії з тенісу                     | Тверде     | Даніела Гантухова   | Серена Вільямс Вінус Вільямс             | 3–6, 3–6            |
| Поразка   | 32.  | Тра 2009 | Italian Open                                               | Ґрунт      | Даніела Гантухова   | Сє Шувей Пен Шуай                        | 5–7, 6–7(5)         |
| Перемога  | 38.  | Чер 2009 | Eastbourne International, UK                               | Трава      | Акгуль Аманмурадова | Саманта Стосур Ренне Стаббс              | 6–4, 6–3            |
| Поразка   | 33.  | Жов 2009 | Toray Pan Pacific Open, Японія                             | Тверде (i) | Даніела Гантухова   | Аліса Клейбанова Франческа Ск'явоне      | 4–6, 2–6            |

## Виноски
1. ↑  Collins B. The Bud Collins History of Tennis: An Authoritative Encyclopedia and Record Book — 2 — NYC: New Chapter Press, 2010. — P. 710. — ISBN 978-0-942257-70-0
2. ↑  Person Profile // Internet Movie Database — 1990.
3. ↑  Collins B. The Bud Collins History of Tennis: An Authoritative Encyclopedia and Record Book — 3 — NYC: New Chapter Press, 2016. — P. 749. — 797 p. — ISBN 978-1-937559-38-0
4. ↑  https://yomidr.yomiuri.co.jp/network/20170804-OYTEW219549/
5. ↑  https://www.jta-tennis.or.jp/player/tabid/198/pdid/129/Default.aspx